# عمر عبدالعزیز
عمر عبدالعزیز (انگلیسی: Omar Abdulaziz؛ زادهٔ ۱۷ دسامبر ۱۹۸۳) یک ورزشکار اهل عربستان سعودی است.
از باشگاه‌هایی که در آن بازی کرده‌است می‌توان به باشگاه فوتبال الفیصلی عربستان سعودی اشاره کرد.